# Club Deportivo Lugo 2013-2014
Questa voce raccoglie le informazioni riguardanti il Club Deportivo Lugo nelle competizioni ufficiali della stagione 2013-2014.

## Maglie e sponsor
Ecco le casacche utilizzate dal Lugo durante la stagione.
|  | Casa | Trasferta | Terza maglia |

## Organigramma societario[1]
Area organizzativa
- Team manager: Antonio Abad Cortiñas

Area tecnica
- Allenatore: Quique Setién
- Allenatore in seconda: Juan Carlos Peón Piñeiro
- Preparatore dei portieri: Roberto Valeiro Mato
- Preparatore atletico: Francisco Javier Soto Díaz

Area sanitaria
- Medico sociale: Luis Coira Nieto
- Fisioterapista: Alberto Tojo Codesal

## Rosa
Rosa aggiornata al 3 gennaio 2014.
| N. |                     | Ruolo | Calciatore         |
| -- | ------------------- | ----- | ------------------ |
| 1  | Spagna (bandiera)   | P     | José Juan Figueras |
| 2  | Spagna (bandiera)   | D     | David De Coz       |
| 3  | Spagna (bandiera)   | D     | David Prieto       |
| 4  | Spagna (bandiera)   | D     | Víctor Marco       |
| 5  | Spagna (bandiera)   | C     | Pita               |
| 6  | Spagna (bandiera)   | D     | Jorge García       |
| 7  | Spagna (bandiera)   | C     | Pablo Álvarez      |
| 8  | Spagna (bandiera)   | C     | Fernando Seoane    |
| 9  | Spagna (bandiera)   | A     | Fran Sandaza       |
| 10 | Spagna (bandiera)   | C     | Ernesto Gómez      |
| 11 | Svizzera (bandiera) | D     | Manu               |

| N. |                   | Ruolo | Calciatore           |
| -- | ----------------- | ----- | -------------------- |
| 13 | Spagna (bandiera) | P     | Dani Mallo           |
| 14 | Spagna (bandiera) | C     | Rafa García          |
| 15 | Spagna (bandiera) | A     | Juanjo               |
| 16 | Spagna (bandiera) | D     | Víctor Díaz          |
| 17 | Spagna (bandiera) | D     | Sergio Rodríguez     |
| 19 | Spagna (bandiera) | A     | Pablo Sánchez        |
| 20 | Italia (bandiera) | A     | Vincenzo Rennella () |
| 21 | Spagna (bandiera) | C     | Álvaro Peña          |
| 22 | Spagna (bandiera) | D     | Manuel Pavón         |
| 23 | Spagna (bandiera) | C     | Iago Díaz            |
| 24 | Spagna (bandiera) | C     | Iván Pérez           |

## Giovanili

### Organigramma societario
Dati ricavati dal sito del Lugo.
Area direttiva
- Direttore generale: Enrique Prado Vilanova

Area tecnica
- Preparatore dei portieri: Pablo Rodríguez Rodríguez

Area tecnica - Juvenil
- Corpo tecnico Juvenil de Honor: Francisco Corredoira Vázquez e Ramiro Figueiras Amarelle
- Corpo tecnico Juvenil A: Diego Sánchez Rodríguez
- Corpo tecnico Juvenil B: Bruno Rodríguez Cabaleiro e Jaime Paz Piñeiro

Area tecnica - Cadete
- Corpo tecnico Cadete A: Adrián Vilela Darriba e Antonio Gómez Ferreiro
- Corpo tecnico Cadete B: J.Manuel Díaz Blanco e Rodrigo Sanjiao Anido

Area tecnica - Infantil
- Corpo tecnico Infantil A: Jaime Paz Piñeiro
- Corpo tecnico Infantil B: Alberto Engroba Carballal
- Corpo tecnico Infantil provinciali: Diego Sánchez Rodríguez e Miguel Ares Veloso